# Xavier Hascher
Xavier Hascher, né en 1962, est un compositeur, écrivain, musicologue et professeur de musicologie français, spécialiste de Franz Schubert.

## Biographie
Xavier Hascher est un musicologue spécialiste de théorie et d'analyse musicales, dont les recherches portent sur l'évolution des formes musicales romantiques et post-romantiques dans la musique du XIXe siècle et du début du XXe, ainsi que sur la théorie de la tonalité et de la monodie modale. 
Il est chercheur en musicologie et professeur au sein du département de musique de l'Université de Strasbourg, ainsi que directeur de la collection Perspectives musicologiques contemporaines. Il a soutenu en 1994 une thèse de musicologie sur l'œuvre de Franz Schubert, sous la direction de Costin Miereanu. 
Il a depuis dirigé un certain nombre d'autres thèses en musicologie et écrit ou dirigé de nombreux ouvrages dans ce domaine.

## Publications
- Musique pour hautbois et piano, 1 partition de 33 pages, Paris, G. Billaudot, 1990.
- Schubert, la forme sonate et son évolution, 431 pages, Bern, Berlin, Paris, P. Lang, 1996.
- Les modèles dans l'art, musique, peinture, cinéma, recueil de 223 pages, dirigé par Marta Grabocz, Strasbourg, Presses universitaires de Strasbourg, 1997
- Franz Schubert, Toulouse, Le Pérégrinateur éd., 2000.
- Symbole et fantasme dans l'adagio du quintette à cordes de Schubert, 194 pages, Paris, Budapest, Torino, l'Harmattan, 2005[4].

## Direction de publications
- Schubert raconté par ceux qui l'ont vu, souvenirs, lettres, journaux intimes, traduction de Jacques-Gabriel Prod'homme, nouvelle édition, 296 pages, Paris, Stock, 1997.
- Le style instrumental de Schubert, sources, analyse, évolution, 320 pages, Paris, Publications de la Sorbonne, 2007.
- Du droit à l'art, 149 pages, Paris, L'Harmattan, 2011.
- Esthétique et cognition, avec Jean-Marc Chouvel, 605 pages, Paris, Publications de la Sorbonne, 2013.
- L'analyse musicale aujourd'hui, par Jean-Michel Bardez, avec Mondher Ayari, 478 pages, Éditions Delatour France, 2015.
- Leonhard Euler, mathématicien, physicien et théoricien de la musique, avec Athanase Papadopoulos, 516 pages, Paris, CNRS éditions, 2015.